# Mostra Viva del Mediterrani
Mostra Viva del Mediterrani es un certamen que se celebra en Valencia, España. Reúne múltiples manifestaciones culturales de los diferentes pueblos de la cuenca mediterránea. Entre las disciplinas que abarca se encuentran: la música, la danza, el circo, la narración oral, la literatura, las artes visuales, los debates, las acciones educativas y la gastronomía. La Mostra Viva  Nació en 2013 y se celebra en el mes de octubre.

## Historia
En 1980, el Ayuntamiento de Valencia creó festival Mostra de Valencia-Cine del Mediterráneo. En 1981 nace la Trobada de Música del Mediterráneo organizada por el grupo Al Tall y con el apoyo del Ayuntamiento de Valencia. En 1982 se convoca por primera vez el Encuentro de Escritores del Mediterráneo.
La Mostra de Valencia Cine del Mediterráneo se mantuvo hasta su 32.ª edición. El 28 de septiembre de 2011 el Ayuntamiento presidido por Rita Barberá, lo suspendió alegando problemas económicos.
En 2013 un grupo de ciudadanos y profesionales de la cultura formaron la asociación Mostra Viva del Mediterrani, con el objetivo de recuperar el espíritu de los tres encuentros culturales de los años 80 y que Valencia volviera a ser lugar de encuentro para la cultura de los pueblos mediterráneos. En 2018, el Ayuntamiento de Valencia relanzó la Mostra de València-Cinema del Mediterrani.
La Mostra Viva del Mediterrani, presentó el cartel de su 8ª edición el 2 de julio de 2020; el encuentro tiene lugar del 1 al 18 de octubre bajo el lema "Emergència Mediterrània, ciutadania en resistència".

## Ediciones
- Mostra Viva del Mediterrani 2013 ( 31 de octubre - 3 de noviembre). La asociación ciudadana organizó una primera Mostra Viva del Mediterráneo marcada por la rebeldía y la ilusión de rescatar un espacio ciudadano y por la aportación generosa de creadores y voluntarios. Arrancó con el apoyo de la Universitat de València, el Octubre CCC, la SGAE y la Fundación ACM, entre otras instituciones culturales.[4]

- Mostra Viva del Mediterrani 2014 (4 - 8 de diciembre). Segunda edición, bajo el signo de la resistencia. A la colaboración de las entidades anteriores se añade la ayuda de asociaciones y fundaciones internacionales, como la Fondation Charles Léopold Mayer pour le Progrès de l’Homme (FPH).[5]

- Mostra Viva del Mediterrani 2015 (14 -18 de octubre). En esta edición, se ganó el apoyo de las administraciones públicas, materializado en la cesión de espacios como la Rambleta, el Palau de la Música, IVAM y MUVIM.[6]

- Mostra Viva del Mediterrani 2016 (7 -16 de octubre). La cuarta edición. El Ayuntamiento de Valencia y la Generalitat Valenciana participan como coorganizadores. La Mostra de Cinema del Mediterrani, La Trobada  de Música y l'Encontre d'Escriptors, fueron adquiriendo un perfil propio.[7]

- Mostra Viva del Mediterrani 2017 (5 - 15 de octubre). Las principales novedades, es que se crean dos secciones competitivas; una de largometrajes y otra de cortometrajes;  y se introduce el premio a la mejor directora y La Mostra d'Arts al Carrer, se traslada los Jardines del Palau con gran éxito de público.

- Mostra Viva del Mediterrani 2018 (3 a 21 de octubre). Fue el primer año sin cine. Se potencian las otras áreas como son la Trobada de Música del Mediterrani, Mostra d'Arts al Carrer, la Mostra d'Arts Visuals y Debats, Mostra Educativa y Narració Oral. Se celebra por primera vez l'Aplec de Dansa.

- Mostra Viva del Mediterrani 2019 (5 a 20 de octubre) El certamen va consolidándose como referente de la cultura mediterránea en la ciudad de Valencia.[8]

## Carteles
- Mostra Viva del Mediterrani 2013. Cartel de Artur Heras.[9]
- Mostra Viva del Mediterrani2014. Cartel de José Morea.[10]
- Mostra Viva del Mediterrani 2015. Cartel de Manuel Boix.[11]
- Mostra Viva del Mediterrani 2016. Cartel de Javier Mariscal.[12]
- Mostra Viva del Mediterrani 2017. Cartel de Victoria Cano.[13]
- Mostra Viva del Mediterrani 2018. Cartel de Siento Llobell.[14]
- Mostra Viva del Mediterrani 2019. Cartel de Sandra Figuerola.
- Mostra Viva del Mediterrani 2020. Cartel de Xavier Mestre

## Palmarés Premios Pont del Mediterrani
El premio «Pont del Mediterrani» es una escultura creada por Pablo Sedeño.
- Joan Ribó. Alcalde de Valencia;
- Antonio Ariño, Vicerrector de Cultura e Igualdad de la Universitat de València;
- Ossama Mohammed, realizador de Siria;
- Lluis Miquel Campos, cantautor;
- Ovidi Montllor, cantautor (a título póstumo);
- Lucien Castela, profesor de la Universidad de Aix-en-Provence;
- Cecilia Bartolomé, realizadora;
- Agnès Varda, realizadora;
- Kristina Kumric, realizadora;
- Malika Zaira, realizadora.

En 2018 los premios evolucionaron. Por un lado, se otorgaron premios por votación popular en cuatro ámbitos culturales (música, literatura, artes visuales y artes escénicas); por otro lado, se premió a personas que hicieron posibles las seis ediciones del festival. Los premiados en 2018 fueron :
- Vicent Torrent. Pont del Mediterrani de Música.
- Pepe Viyuela Pont del Mediterrani d'Arts Escèniques.
- Lluís Mosquera. Pont del Mediterrani de Literatura y Pensament.
- Sergio Cabezas. Pont del Mediterrani d'Arts Visuals.
- Artur Heras Pont del Mediterrani d'Honor.
- Josep Piera Pont del Mediterrani d'Honor.
- Rafael Pla “Gran Fele”. Pont del Mediterrani d'Honor.
- Octubre Centre de Cultura Contemporània. Pont del Mediterrani d'Honor.
- Carmen Amoraga Pont del Mediterrani d'Honor.

En la edición de 2019, los premiados fueron:
- Pep Gimeno 'Botifarra'. Pont del Mediterrani de Música
- Payasos sin Fronteras. Pont del Mediterrani d'Arts Escèniques.
- Asociación València Capital del Disseny. Pont del Mediterrani d'Arts Visuals.
- Manuel Vicent. Pont del Mediterrani de Literatura y Pensament.
- El Diluvi. Pont Jove
- Instituto Europeo del Mediterráneo. Pont d'Honor

## Junta directiva
- Vicent Garcés: Presidente de honor.
- María Colomer. Presidenta.
- Antonio Llorens: Tesorero
- Pepa Pellicer: Secretaria
- Giovanna Ribes: Vocal.
- Josep Piera: Vocal.

## Mostra Viva del Mediterrani 2020
- Cristina Barbero: Aplec de Dansa / Coordinadora General
- Déborah Micheletti: Videoart
- Claudia Zucheratto: Arts al Carrer
- Lluís Miquel Campos: Trobada de Música del Mediterrani
- Ana Torres y Berta Durán: Mostra Educativa
- Àngels Gregori: Encontre d'Escriptors